# 구강성교

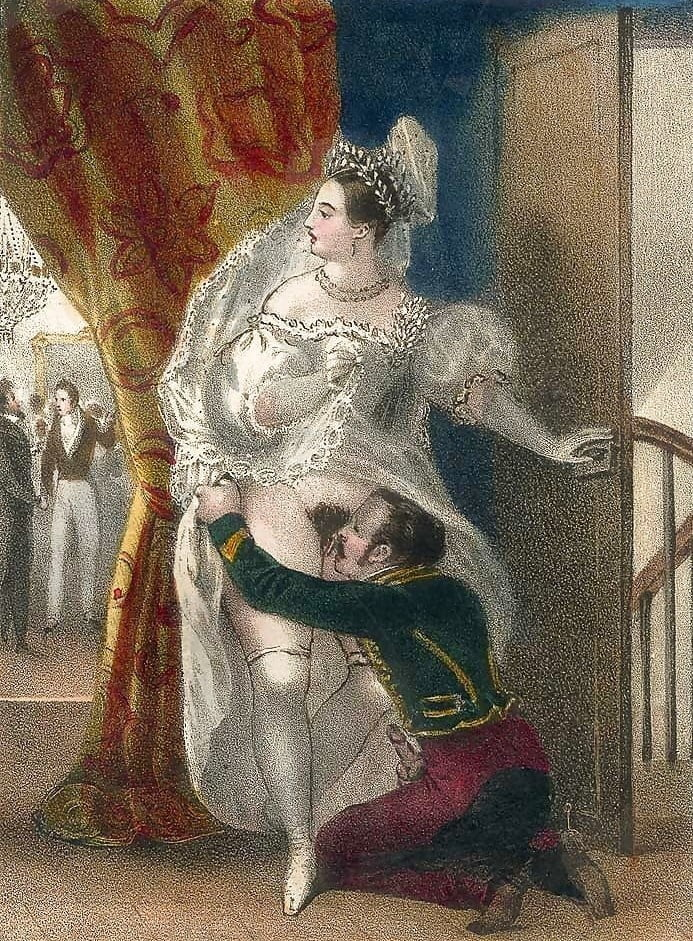
무릎을 꿇은 남자가 치마를 치켜 올리고 서 있는 여성의 생식기에 구강성교를 행하고 있다. (19세기 프랑스 화가 아시유 데베리아의 미술 작품)

구강성교(한국 한자: 口腔性交, 영어: oral sex, oral intercourse)란 입, 혀, 식도, 치아, 구강 내벽을 사용하는 성행위를 총칭하는 것으로, 구강으로 상대방의 성기를 애무하는 행위를 말한다. 일반적으로 여성에게 행하는 구강성교, 즉 커닐링구스를 뜻하며, 그 반대의 펠라치오도 있다. 킨제이에 따르면 결혼 생활에서 커닐링구스의 발생률은 꾸준히 증가하는 반면, 펠라치오의 발생률은 급속도로 감소하고 있다. 오늘 날에는 구강성교, 즉 오럴섹스와 커닐링구스가 같은 의미로 사용되는 경우가 많다.
커닐링구스는 남녀의 성교전 전희의 과정으로서 중요한 역할을 한다. 여성의 경우 남성을 받아들이기 위해서는 많은 시간을 필요로 한다. 때문에 전희를 필요로 하는데 이 과정에서 커닐링거스라고 불리는 구강성교가 중요한 역할을 한다. 남성의 구강과 여성의 성기가 접촉하는 구강성교는 남녀의 성교에 앞서 성적 욕망을 유발하고 신체적 친밀감을 강화하는 일반적인 행위로 볼 수 있다.
대부분의 성적 행동과 마찬가지로 남성의 구강으로 여성의 성기를 애무하는 구강성교, 즉 커닐링구스는 성병을 유발 할 수 있지만, 여타의 성행위보다 성병 비율은 현저히 낮다.
구강 성교는 종종 금기시되는 것으로 간주되지만 대부분의 국가에는 이러한 행위를 금지하는 법률이 없다. 일반적으로 사람들은 구강 성교가 파트너의 처녀성에 영향을 미치는 것으로 생각하지 않지만 문제에 대한 의견은 다양하다

## 법률 및 사회적 인식
싱가포르의 경우 전희 이외의 목적으로 구강성교를 하는 것은 법률로 금지하고 있다. 그러나 구강성교 금지법은 싱가포르 내에서 찬반 양론이 있어 법률 철폐가 검토되고 있다. 현재는 항문성교나 구강성교에 대해서, 16세 이상의 이성끼리 쌍방의 합의하에서 인정하도록 되어있다.
미국에서는 생식에 연결되지 않은 성행위를 금기시 하는 기독교의 영향으로 구강 성교를 금지하고 있는 주가 아직도 존재하고 있다.
2013년 미국 헐리우드 여배우 에번 레이첼 우드는 자신이 출연한 영화 찰리 컨트리맨에서 커닐링구스, 즉 구강성교가 등장하는 장면을 자른 미국의 평가 기관을 맹공격했다. 영화 찰리 컨트리맨에서 삭제된 장면은 우드가 남자 주인공 샤이아 러버프로부터 구강성교를 받는 장면이었다.

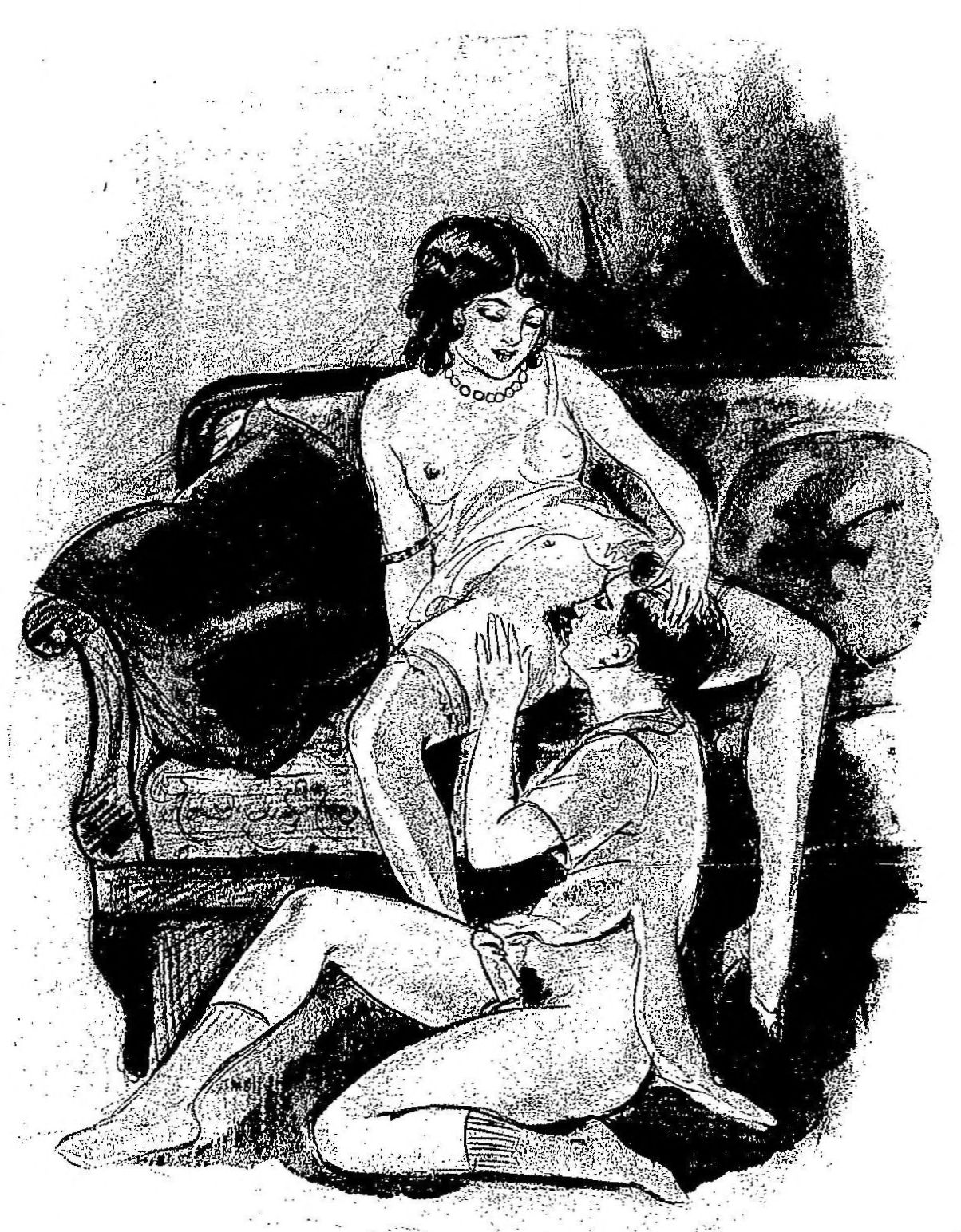
성교 전 행해지는 여성 성기에의 남성의 긴 구강애무는 여성에게만 좋은 것이 아니라 남성 성기의 발기를 돕고 성교 도중 지속성을 유지시켜 준다. (성애소설의 삽화 중)

우드는 장면 삭제에 대한 분노를 표명하면서 미국 영화 협회의 "여성의 성적 검열"에 대한 실망감을 알리기 위해 트위터에 많은 메시지를 썼다. 이 메시지에서 그녀는 "두 주인공이 '사랑'을 만드는 장면에서 남자가 여자에게 오럴섹스를 하는 장면이 보는 사람들을 불편하게 할 수 있다는 이유로 삭제되었고, 머리가 날리면서 사람들이 살해되는 장면은 그대로 남아 있고 변경되지 않았다"라고 비판의 메시지를 적었다.

## 연구 결과
- 영국 오클랜드 대학의 마이클 팸 교수는 헌신하며 성적 이성 관계를 갖는 남성들 중 여성에게 유독 구강성교를 오랫동안 잘 해주는 243명의 남성들을 따로 선별해 조사한 결과 더욱 매력적인 애인이 있는 남성이 여성에게 구강성교를 해주는 것에 관심이 많고 여성에게 구강성교를 하는 데 시간을 많이 쓴다는 공통점을 발견했다. 매력적인 여성은 다른 남성들이 관심을 갖고 있을 가능성이 크고 작업을 걸어올 가능성이 크다고 느끼기 때문에 남성은 자신의 여성을 빼앗기지 않기 위해 경계심이 많을 수 밖에 없고 여성에게 헌신할 수 밖에 없다는 것이다. 여성이 남성의 입에 의해 클리토리스 애무를 받으면 오르가슴을 받을 확률이 높아지고 질 수축이 활발해 져서 임신할 가능성이 훨씬 높아지게 되는데(자궁 수축을 통해 임신을 촉진하여 생식 관으로 정자를 더 끌어 당길 수 있다), 이러한 사실을 본능적으로 알고 있는 남성은 전략적으로 다른 남성에게 빼앗기기 전에 빨리 아이를 가져서 내 여자를 보호하기 위해, 여성에게 구강성교를 서둘러 하게 되고, 시간도 많이 할애하게 된다는 것이다.[7]
- 미국 허핑턴 포스트는 이성애 관계에 있는 성인 남성 243명을 대상으로 남성이 여성에게 구강성교를 하는 이유에 관해 설문 조사를 실시한 결과, 여성 파트너의 관계 만족도를 높여 불륜 행위의 위험을 최소화, 메이트 유지 전략으로 사용된다는 사실을 밝혀냈다고 보도했다. 이 연구는 진화 심리학 저널에 의해 발표되었다.[8]

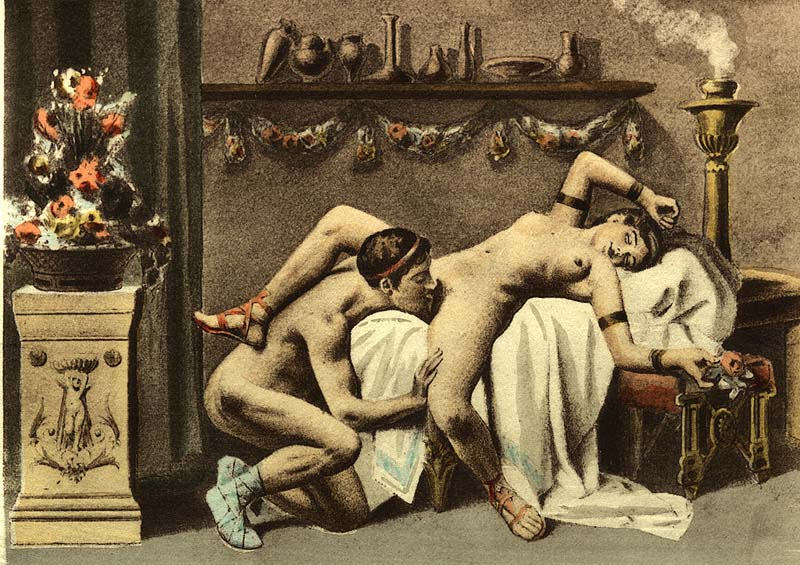
일반적으로 행해지는 구강성교 체위. 여성이 누우면서 다리를 벌리고 남성이 여성의 다리 사이에 얼굴을 묻는다. (프랑스 화가 에두아르앙리 아브릴의 미술 작품)

- 인도의 영자 일간지 데칸 크로니클이 보도한 연구결과에 따르면 남성이 여성에게 구강성교를 해 주면 그 여성의 몸에서 '사랑의 호르몬'으로 불리는 옥시토신(oxytocin)과 DHEA(인체 내 부신[副腎]에서 생성되는 생식 호르몬)의 분비가 촉진된다고 한다. 두뇌에서 분비되는 이들 물질은 심장 질환 및 신장암의 발병을 막아주는데 도움을 주며 두통을 치유해주고 숙면을 취하게 해 주는 효과가 있다는 것이다. 커닐링구스는 또한 남성 측에도 면역력을 향상시켜 주는 등 여러 가지 이점이 있다고 한다.

## 구강성교와 성병
자궁경부암의 원인으로 지목되고 있는 인유두종 바이러스(human papillomavirus, HPV) 감염자와의 구강성교는 구강암과 인후암의 원인이 되기도 한다. Malmö University 치의학과의 연구에 따르면, HPV 환자와의 구강성교를 경험한 적이 있는 집단의 36%가 구강암 환자인 것으로 나타났으며, 이는 대조군의 오직 1%만이 구강암 환자였다는 것을 생각해보면 매우 높은 수치라 할 수 있다. 한편, The New England Journal of Medicine의 연구에 따르면 자궁경부암의 대부분의 경우에서, 그리고 다양한 인후암의 세포조직 연구에서 HPV가 검출되었다고 한다. 그리고 동일 연구에서 1-5회 HPV 환자와의 구강성교를 경험한 집단은 2배 이상 인후암 위험이 높아졌으며, 5회를 초과하여 경험한 집단은 인후암 위험이 250% 증가한 것을 알 수 있다.
펠라치오는 일반적인 오럴섹스인 커닐링거스보다도 훨씬 성병의 위험이 높다. 펠라치오는 행위 도중 작은 상처가 나기 쉬우며, 이로 인해 성병에 감염될 우려가 매우 크다. 의학계에서는 남녀의 성관계 시 행하는 전희 과정에서 이루어지는 커닐링거스를 필수적인 사항 중 하나에 포함시키고 있지만 펠라티오는 선택의 사항으로 보고 있다. 펠라치오는 남성의 요도염을 일으키거나 여성의 구강암을 발생시키는 등 성병(sexually transmitted infections, STIs)의 매개체가 될 확률이 훨씬 높기 때문에 삼가하는 것이 좋다고 한다. 굳이 해야 한다면 콘돔 착용 등의 효과적인 차단법(barrier methods)을 이용하는 것을 권장하고 있다.
구강성교로 인한 대표적인 성병은 다음과 같다.
- 클라미디아
- 임질
- 포진
- 곤지름
- 매독
- B형 간염

## 직접적으로 성기·성기 주변을 애무하는 행위
- 커닐링구스
- 펠라티오
- 애닐링구스
- 핑거링
- 69체위

## 같이 보기
- 성감대
- 젖치기
- 딥 스로팅
- 이루마티오
- 펠라티오
- 치아 댐